# Віллоу-Гроув (Пенсільванія)
Віллоу-Гроув (англ. Willow Grove) — переписна місцевість (CDP) в США, в окрузі Монтгомері штату Пенсільванія. Населення — 13 730 осіб (2020).

## Географія
Віллоу-Гроув розташований за координатами 40°8′57″ пн. ш. 75°7′5″ зх. д. / 40.14917° пн. ш. 75.11806° зх. д. (40.149202, -75.118086).  За даними Бюро перепису населення США в 2010 році переписна місцевість мала площу 9,49 км², з яких 9,48 км² — суходіл та 0,01 км² — водойми.

## Демографія
Згідно з переписом 2010 року, у переписній місцевості мешкало 15 726 осіб у 6371 домогосподарстві у складі 4103 родин. Густота населення становила 1657 осіб/км².  Було 6655 помешкань (701/км²).
Расовий склад населення:
| - 83,3 % — білих - 8,2 % — чорних або афроамериканців - 4,9 % — азіатів - 0,2 % — корінних американців - 1,1 % — осіб інших рас |

До двох чи більше рас належало 2,3 %. Частка іспаномовних становила 3,5 % від усіх жителів.
За віковим діапазоном населення розподілялося таким чином: 21,8 % — особи молодші 18 років, 62,7 % — особи у віці 18—64 років, 15,5 % — особи у віці 65 років та старші. Медіана віку мешканця становила 40,1 року. На 100 осіб жіночої статі у переписній місцевості припадало 93,8 чоловіків;  на 100 жінок у віці від 18 років та старших — 91,3 чоловіків також старших 18 років.
Середній дохід на одне домашнє господарство  становив 81 612 долари США (медіана — 68 726), а середній дохід на одну сім'ю — 96 867 доларів (медіана — 85 521). Медіана доходів становила 54 219 доларів для чоловіків та 47 010 доларів для жінок. За межею бідності перебувало 7,5 % осіб, у тому числі 10,4 % дітей у віці до 18 років та 6,9 % осіб у віці 65 років та старших.
Цивільне працевлаштоване населення становило 8071 особа. Основні галузі зайнятості: освіта, охорона здоров'я та соціальна допомога — 24,8 %, науковці, спеціалісти, менеджери — 12,5 %, роздрібна торгівля — 11,3 %.